# Leidya distorta
Leidya distorta là một loài chân đều trong họ Bopyridae. Loài này được Leidy miêu tả khoa học năm 1855.